# آتامان

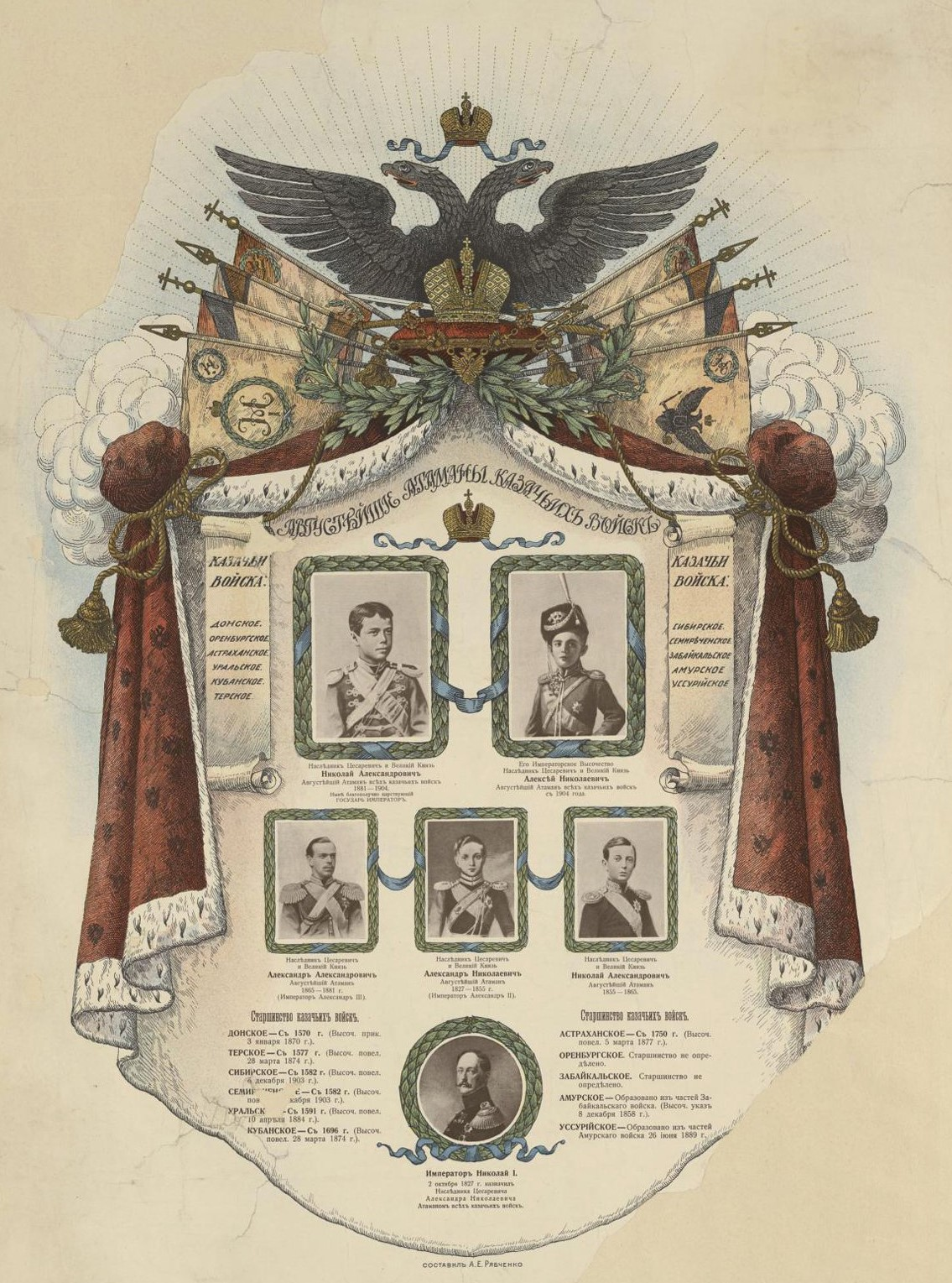
روسای کازاک امپراتوری روسیه. این پست به تزارویچ (وارث ظاهری) اعطا شد، بنابراین فهرست شامل همه تزارهای روسیه از اسکندر دوم تا نیکلاس دوم، به علاوه دوک بزرگ نیکلاس (اولین پسر اسکندر دوم) و الکسی (پسر نیکلاس دوم) و همچنین نیکلاس است. موزه تاریخی دولتی اوایل دهه 1910

آتامان (اوکراینی: отаман) عنوانی بود برای رهبران و سرکردگان نیروهای کازاک در امپراتوری روسیه.
در اوکراین به آتامان‌ها «هِتمان» می‌گفتند.
واژه آتامان را برخی از ریشه ژرمنی و از واژه‌ها Hauptmann (سرکرده) و برخی دیگر از ریشه ترکی و به معنی «پدر اسب سوار» می‌دانند.
آتامان‌ها معمولاً توسط شورای میزبان برگزیده می‌شدند و گاه نیز منصوب می‌شدند، به ویژه در زمان لشکرکشی‌ها.